# خدمتکار مالین
خدمتکارِ مالین (به آلمانی: Jungfrau Maleen) یک افسانه آلمانی است که توسط برادران گریم، شماره ۱۹۸ جمع‌آوری شده است.

## داستان
پسر یک پادشاه دوست دارد با لیدی مالین، دختر یک پادشاه قدرتمند ازدواج کند، اما به شخص دیگری وعده داده شده است. آنها یکدیگر را دوست دارند و مالین به پدرش می‌گوید که می‌خواهد با پسر پادشاه ازدواج کند. پادشاه توانا برجی ساخته است و هیچ نوری از خورشید و ماه وارد اینجا نمی‌شود. او را به مدت هفت سال زندانی می‌کنند و برای گذراندن زمان به او غذا و نوشیدنی می‌دهند. خدمتکاری را می‌آورند تا از او مراقبت کند و در تاریکی منتظر بماند. پسر پادشاه مالین را صدا می‌کند، اما صدایی در برج نیست. غذا تقریباً تمام شده است و خدمتکار و مالین با چاقوی نان بین سنگ‌ها آهک را حفر می‌کنند. سنگ‌ها را از دیوار جدا می‌کنند و بعد از سه روز پرتوی نور وارد می‌شود و می‌توانند به بیرون بروند. همه چیز متروک و سوخته است، مزارع ویران شده و در راهند. به آنها پناهگاه و غذا داده نمی‌شود و گزنه می‌خورند. آنها به شهر بزرگی می‌رسند و اجازه می‌دهند در آشپزخانه کاخ سلطنتی کار کنند.
پسر پادشاه با مالین نامزد کرده بود و پدرش برای او عروس زشتی انتخاب کرده بود. مالین باید غذای این زن را به اتاقش بیاورد و از زشتی خود شرمنده است. او به لیدی مالین اجازه می‌دهد لباس‌هایش را بپوشد و او باید جای او را بگیرد. اما مالین افتخاری را که متعلق به او نیست نمی‌خواهد و تنها زمانی تسلیم می‌شود که تهدید به مرگ شود. همه از زیبایی او شگفت زده می‌شوند و عروس به کلیسا هدایت می‌شود. داماد می‌بیند که شبیه مالین زندانی است و مالین با گزنه صحبت می‌کند که فراموش نکرده است. سپس او می‌خواهد که پل را نشکند، زیرا او عروس واقعی نیست. از در کلیسا نیز خواسته می‌شود که شکسته نشود و پسر پادشاه زنجیر خود را دور گردن عروس می‌گذارد. کشیش با آنها ازدواج می‌کند و در راه بازگشت مالین حرفی نمی‌زند.
لباس و جواهراتش را درمی‌آورد، اما گردنبندی را که پسر پادشاه به او داده بود، نگه می‌دارد. شب عروس را محجبه به اتاق پسر پادشاه می‌آورند و می‌پرسد که به گزنه چه گفت؟ او می‌گوید که چیزی نگفت، اما پسر پادشاه بعد می‌گوید که او عروس واقعی نیست. زن نزد مالین می‌رود و او آنچه را که در راه کلیسا گفته بود می‌گوید. پسر پادشاه هم می‌خواهد بداند او به پل چه گفته است و زن به سراغ مالین می‌رود. سپس پسر پادشاه می‌خواهد بداند که او در کلیسا چه گفته است و زن نزد مالین برمی گردد و ماجرا را می‌شنود و پس از آن به مالین می‌گوید که او خواهد مرد. او به اتاق شوهرش می‌رود و می‌گوید که در کلیسا چه گفته است، اما نمی‌تواند گردنبند را نشان دهد.
پسر شاه نقابش را برمی‌دارد و زشتی او را می‌بیند. او می‌گوید که سیندرلا را به جای او رها کرده است زیرا از زشتی خود خجالت می‌کشد. مالین فرستاده می‌شود و زن می‌خواهد سرش را ببرند، اما پسر پادشاه او را نجات می‌دهد. زنجیر دور گردن مالین را می‌بیند و او را به اتاقش می‌برد. او می‌گوید که بعد از هفت سال از برج بیرون آمده و همسر قانونی اوست. عروس دروغین سر بریده می‌شود و برجی که لیدی مالین در آن محبوس شده بود برای مدت طولانی به حیات خود ادامه می‌دهد. وقتی بچه‌ها از کنار برج می‌گذرند، یک آهنگ کودکانه می‌خوانند و اجازه ندارند یک جا بایستند.

## خاستگاه و منشأ
این داستان در اصل توسط نویسنده کارل مولنهوف با عنوان یونگفر مالین در چهارمین کتاب از مجموعه افسانه‌ها و داستان‌های عامیانه آلمانی منتشر شد.